# Habitatge al carrer del Raval, 6 (Llívia)
L'Habitatge al carrer del Raval, 6 és una obra de Llívia (Baixa Cerdanya) inclosa a l'Inventari del Patrimoni Arquitectònic de Catalunya.

## Descripció
Casa constituïda per planta baixa i dos pisos. A la planta baixa hi ha dues portes i dues finestres col·locades asimètricament. A la primera planta hi ha un balcó amb barana de ferro forjat, flanquejat a cada costat. Tres finestres més petites configuren el segon pis, entremig de les quals hi ha uns cercles esgrafiats, en un d'ells hi ha les inicials P.A., a l'altre hi consta l'any 1904 i en el tercer hi ha un signe. Els murs són arrebossats i els llindars i brancals de pedra. Sobre la porta d'entrada hi ha una llinda del 1760. La coberta està perfilada per un ràfec ornamentat amb sanefa retallada.